# Strade Bianche 2022
La Strade Bianche 2022, sedicesima edizione della corsa, valida come terza prova dell'UCI World Tour 2022, si svolse il 5 marzo 2022 su un percorso di 184 km, con partenza e arrivo a Siena in Piazza del Campo, in Italia. La vittoria fu appannaggio dello sloveno Tadej Pogačar, che completò il percorso in 4h47'49", alla media di 38,358 km/h, precedendo lo spagnolo Alejandro Valverde e il danese Kasper Asgreen.
Sul traguardo di Siena 87 ciclisti, su 149 partiti dalla medesima località, portarono a termine la competizione.

## Percorso
La gara prende il via da Siena dal piazzale della Libertà di fronte alla Fortezza Medicea e si conclude come da tradizione in Piazza del Campo, per una distanza complessiva di 184 km. Seguendo una tradizione ormai consolidata si affrontano circa 63 i chilometri di strade sterrate suddivisi in undici settori. La corsa è caratterizzata, oltre che dallo sterrato, da un tracciato molto ondulato e accidentato caratterizzato da numerose curve e da una prima impegnativa ascesa con pendenze attorno al 10% all'interno del secondo tratto di sterrato. Poco dopo una impegnativa salita, su strada asfaltata, porta a Montalcino, 4 km con pendenza del 5%. L'ultimo tratto in sterrato, quello delle Tolfe, si conclude a 12 km dall'arrivo. Tuttavia la corsa prevede ancora una difficoltà altimetrica, spesso decisiva per determinare il vincitore, infatti a due km dal traguardo finale inizia la salita di Porta di Fontebranda con pendenze al 9%-10%, massima in via di Santa Caterina (16%) a 500 metri dallo striscione d'arrivo finale di Piazza del Campo.
Settori di strade bianche
| Settore Numero | Nome                                          | Chilometri         | Lunghezza (km) |
| -------------- | --------------------------------------------- | ------------------ | -------------- |
| 1              | Vidritta                                      | dal 17,6 al 19,7   | 2,1            |
| 2              | Bagnaia                                       | dal 25 al 30,8     | 5,8            |
| 3              | Radi                                          | dal 36,9 al 41.3   | 4,4            |
| 4              | La Piana                                      | dal 47.6 al 53.1   | 5,5            |
| 5              | Lucignano d'Asso                              | dal 75.8 al 87.7   | 11,9           |
| 6              | Pieve a Salti                                 | dal 88.7 al 96.7   | 8,0            |
| 7              | San Martino in Grania                         | dal 111.7 al 121.2 | 9,5            |
| 8              | Monte Sante Marie (settore Fabian Cancellara) | dal 130.0 al 132,4 | 11,5           |
| 9              | Monteaperti                                   | dal 160.0 al 160.8 | 0,8            |
| 10             | Colle Pinzuto                                 | dal 164.6 al 167   | 2,4            |
| 11             | Le Tolfe                                      | dal 171.0 al 172.1 | 1,1            |

## Squadre e corridori partecipanti
Al via ci saranno 22 formazioni di cui 17 UCI WorldTeam (la Cofidis ha rinunciato alla partecipazione) e 5 UCI ProTeam (Alpecin-Fenix, Bardiani-CSF-Faizanè, Drone Hopper-Androni Giocattoli, Eolo-Kometa Cycling Team e Team Arkéa-Samsic).
| N.      | Cod. | Squadra                         |
| ------- | ---- | ------------------------------- |
| 1-7     | ACT  | AG2R Citroën Team               |
| 12-17   | AFC  | Alpecin-Fenix                   |
| 21-27   | AST  | Astana Qazaqstan Team           |
| 31-37   | TBV  | Bahrain Victorious              |
| 41-47   | BCF  | Bardiani-CSF-Faizanè            |
| 51-57   | BOH  | Bora-Hansgrohe                  |
| 61-67   | DRA  | Drone Hopper-Androni Giocattoli |
| 71-77   | EFE  | EF Education-EasyPost           |
| 81-87   | EOK  | Eolo-Kometa Cycling Team        |
| 91-97   | GFC  | Groupama-FDJ                    |
| 101-107 | IGD  | Ineos Grenadiers                |

| N.      | Cod. | Squadra                     |
| ------- | ---- | --------------------------- |
| 111-117 | IWG  | Intermarché-Wanty-Gobert    |
| 121-127 | ISN  | Israel-Premier Tech         |
| 131-137 | TJV  | Jumbo-Visma                 |
| 141-147 | LTS  | Lotto Soudal                |
| 151-157 | MOV  | Movistar Team               |
| 161-167 | QST  | Quick-Step Alpha Vinyl Team |
| 171-177 | ARK  | Team Arkéa-Samsic           |
| 181-187 | BEX  | Team BikeExchange-Jayco     |
| 191-197 | DSM  | Team DSM                    |
| 201-207 | TFS  | Trek-Segafredo              |
| 211-217 | UAD  | UAE Team Emirates           |

## Ordine d'arrivo (Top 10)
| Pos. | Corridore          | Squadra     | Tempo    |
| ---- | ------------------ | ----------- | -------- |
| 1    | Tadej Pogačar      | UAE         | 4h47'49" |
| 2    | Alejandro Valverde | Movistar    | a 37"    |
| 3    | Kasper Asgreen     | Quick-Step  | a 46"    |
| 4    | Attila Valter      | Groupama    | a 1'07"  |
| 5    | Pello Bilbao       | Bahrain     | a 1"09"  |
| 6    | Jhonatan Narváez   | Ineos       | s.t.     |
| 7    | Quinn Simmons      | Trek        | a 1'21"  |
| 8    | Tim Wellens        | Lotto       | a 1'25"  |
| 9    | Simone Petilli     | Intermarché | a 1'35"  |
| 10   | Sergio Higuita     | Bora        | a 1'53"  |